# 白銀星期四

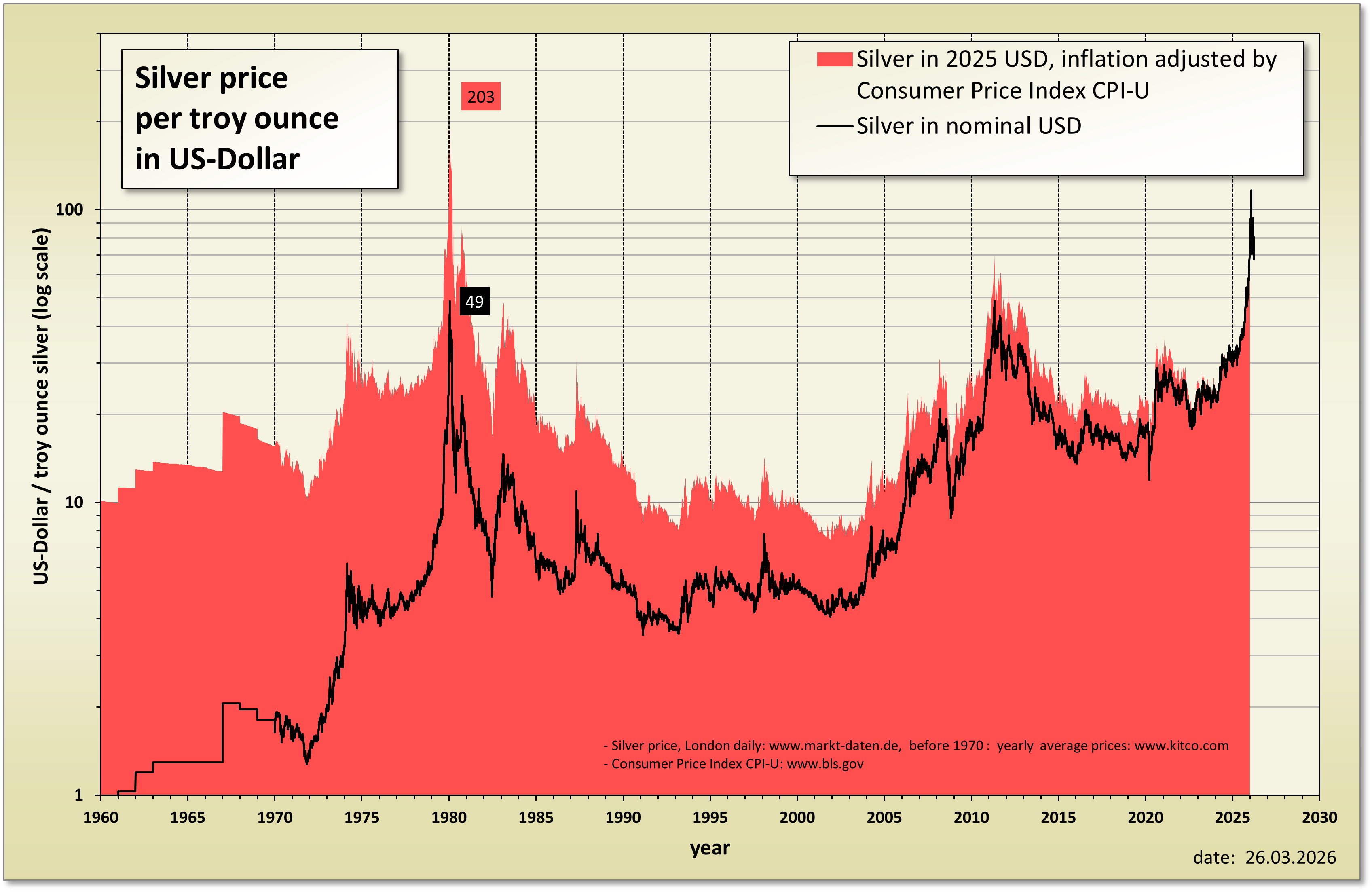
銀價在1960至2011年的走勢反映了白銀星期四事件

白銀星期四（Silver Thursday）是一起於1980年3月27日星期四發生在白銀商品市場上的事件。當時銀價的大幅下跌引起了市場恐慌。

## 背景
德克薩斯石油巨頭H·L·亨特之子，尼爾森·B·亨特和威廉·H·亨特兄弟二人曾在1973年試圖操縱白銀市場，但無功而返。1979年，兄弟二人再次嘗試，購入了約佔世界白銀總供應量三分之一（除去政府儲備）的白銀。受之影響，白銀價格在當年從每盎司6.00美元（每克0.193美元）急升至每盎司48.70美元（每克1.566美元），漲幅高達712%。其他白銀買家的業務因此受到了嚴重阻滯，蒂凡尼珠寶公司甚至專門在紐約時報上刊出整頁廣告，不具名的譴責兄弟二人“良心泯滅” 。
到了1980年1月7日，紐約商品交易所出臺了“白銀規則7號”應對兄弟二人的囤積行爲。這項新規定專門針對金融槓桿而制，大幅限制了使用保證金購買商品的做法。銀價其後在短短四天內下跌超過50%，由於亨特兄弟是通過大量借貸滿足購買白銀的資金需求，兩人此時已經無力償還債務，從而引起了市場恐慌。

## 白銀星期四
亨特兄弟此前已經通過包括Bache Halsey Stuart Shields（今日的培基證券）在內的多家經紀公司購買了大量白銀期貨。當銀價跌破最低保證金要求時，幾家公司要求亨特兄弟追加一億三千五百萬美元的保證金。亨特兄弟手頭已無足夠資產滿足要求，同時二人還面臨著超過十七億美元的可能損失。最終二人未能在1980年3月26日星期三的期限前提交保證金。消息在金融、商品與期貨市場上造成了恐慌。許多政府官員擔心若亨特兄弟不能償還債務，多家華爾街投資公司和銀行可能會瓦解。
爲了挽回這一局面，數間美國銀行聯合向亨特兄弟提供了十一億美元的信用額度以助其償還對Bache投資的債務。美國證券交易委員會不久後對亨特兄弟發起調查，發現兩人隱瞞了持有Bache投資6.5%股份的事實。

## 餘波
亨特家族雖在此事中損失過十億美元，但保住了家族財富。他們將大部分資產抵押給了提供援助貸款的銀行。不過，亨特家族的估值在1980年代持續下降：1980年家族估值約在五十億美元，而到了1988年這一數值已經跌至十億美元以下。
1988年，亨特兄弟二人在民事訴訟中被裁定需要對操縱白銀市場的行爲負責。並被勒令向一間在此事件中遭遇巨大損失的秘魯礦業公司支付一億三千四百萬的賠償。兄弟二人就此宣佈破產。

## 延伸閱讀
- Fay, Stephen (1982). Great Silver Bubble. ISBN 978-0-340-33033-3
- Jerry W. Markham (2002) A financial history of the United States: From the age of derivatives into the new millennium : (1970–2001),  （页面存档备份，存于）, volume 3, M.E. Sharpe,  ISBN 978-0-7656-0730-0